# Haraguchi Rice Mill
Die Haraguchi Rice Mill, ist ein in das National Register of Historic Places eingetragenes Gebäude im Hanalei-Tal nahe Princeville auf der Insel Kauaʻi des Bundesstaats Hawaii der Vereinigten Staaten. Das Bauwerk wurde nach der Zerstörung des Vorgängergebäudes 1930 errichtet und ist die letzte erhaltene Reismühle Hawaiis.

## Geschichte
1924 wurde die Mühle von der Familie Haraguchi von einem chinesischen Farmer erworben. Das heute vorhandene Mühlengebäude wurde nach der Zerstörung der ursprünglich vorhandenen chinesischen Holzmühle durch einen Brand 1930 errichtet. In den frühen 1950er Jahren gab es etwa 50 Farmer, die auf Kauai auf 170 Hektar Reis anbauten. Davon wurden 90 Hektar im Hanalei-Tal bewirtschaftet. Neben dem klassischen Grundnahrungsmittel Reis wurde die Sorte Mochi-Reis, der als Süßreis für den traditionellen japanischen Kuchen zu Neujahr und anderen besonderen Anlässen verwendet wird, angebaut.
Die Reismühle war die letzte im Hanalei-Tal, dem wichtigsten Zentrum der Reisproduktion auf Hawaii, die in Betrieb blieb. Die Mühle stellte 1960 ihren Betrieb ein, als die Reisindustrie von Kauaʻi zusammenbrach. Eine gemeinnützige Organisation wurde zur Erhaltung der Mühle gegründet. Während Hurrikan Dot 1959 nur geringe Schäden verursachte, richteten Hurrikan Iwa 1982 und Hurrikan Iniki 1992 schwere Schäden an, die umfangreiche Reparaturen erforderte. Heute steht die Mühle als Agrarmuseum Besuchern im Rahmen von Führungen offen und befindet sich weiterhin in Familienbesitz. Auf den ehemaligen Reisfeldern wird heute Taro angebaut.
Am 25. August 1983 wurde das Gebäude in das National Register of Historic Places aufgenommen. Zudem wurde es als historischer Platz von der State Historic Preservation Division des Staates Hawaii eingetragen (SHPD Historic Site Number: 30-03-9385).

## Beschreibung
Die Haraguchi Rice Mill gilt als typisches Beispiel für die fünf Reismühlen, die auf Kauai betrieben wurden. Sie wurde als einstöckiges Gebäude auf einem Betonsockel mit Holzrahmen, Wänden und einem Wellblechdach errichtet. Die Innenräume waren wie folgt aufgeteilt: Maschinenraum, Mahlbereich sowie Lagerbereich für fertigen und unverarbeiteten Reis. Hurrikan Iwa riss die Dacheindeckung und die Verkleidung ab, die Fachwerkkonstruktion stürzte in sich zusammen. Das Gebäude wurde nach den Zerstörungen anhand der Originalpläne wieder aufgebaut. Trotz des Einsturzes blieben die originalen Maschinen intakt. Die Hauptmaschine, die das ursprünglich vorhandene Wasserrad ersetzte, ist ein 25 PS starker Einzylinder-Dieselmotor von Fairbanks Morse. Der Hauptmotor trieb alle Maschinen der Mühle an, indem er eine Hauptwelle drehte, die alle anderen Maschinen über ein Riemenscheibensystem verband. Alle historischen Maschinen des Mahl- und Verpackungsvorgangs sind heute noch vorhanden.